# Antanas Strazdas
Antanas Strazdas, polsky  Antoni Drozdowski, (9. března 1760, Astravas, dnes Margenai – 23. dubna 1833, Kamajai) byl litevský katolický kněz a básník, představitel raného litevského národního obrození v Žemiatsku. Nejvýraznějším rysem jeho poezie jsou básně blízké litevským lidovým písním, čímž sehrál průkopnickou roli ve vývoji litevské literatury. Jeho básně založily tradici spojení poezie s folklorem a daly vzniknout litevské lyrice.

## Život
Jeho životopis obsahuje jen velmi málo skutečně pravdivých faktů, protože jde o pololegendární postavu litevské literatury. Byl milován prostými lidmi jako člověk spravedlivý a ochránce chudých a utlačovaných. Kolovalo o něm tolik různých historek a pověstí, že se stal skutečným lidovým hrdinou, jehož nazývali zdrobnělinou jeho příjmení Strazdelis (Malý drozd) (strazdas znamená litevsky drozd).

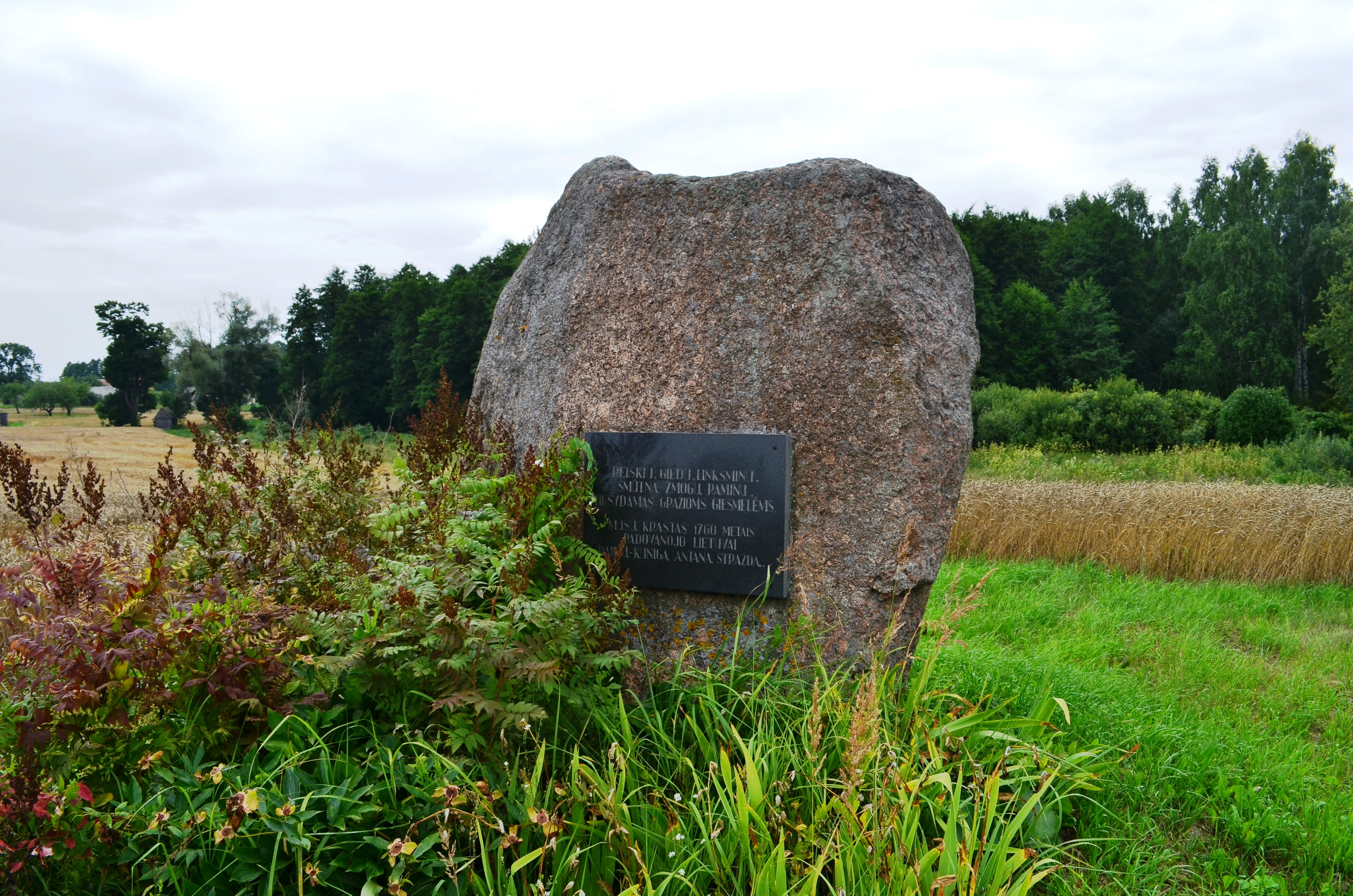
Strazdasův památník v Margenai

Pocházel z rodiny žemiatského nevolníka. Vzdělání získal v několika klášterních školách v Kuronsku, pak v semináři v Krāslavě a konečně roku 1789 absolvoval kněžský seminář ve Varniai a byl vysvěcen na kněze. Od roku 1790 působil v řadě žemiatských městeček v nejnižších církevních hodnostech, dostával se do neustálých konfliktů se svými představenými, od roku 1814 neměl žádné stálé působiště a živil se příležitostnými duchovními službami.
Od roku 1820 žil v Kamajai, kde koupil půdu a udržoval hospodářství. Roku 1828 byl pro chování nevhodné pro osobu duchovního stavu zavřen do kláštera v Pažaisliai nedaleko Kaunasu, kde měl konat pokání. Roku 1829 klášter bez povolení opustil a vrátil se do Kamajai. Roku 1830 mu bylo opět povoleno sloužit jako kněz. Zemřel po dlouhé nemoci roku 1833 a byl pohřben na hřbitově v Kamajai.

## Dílo

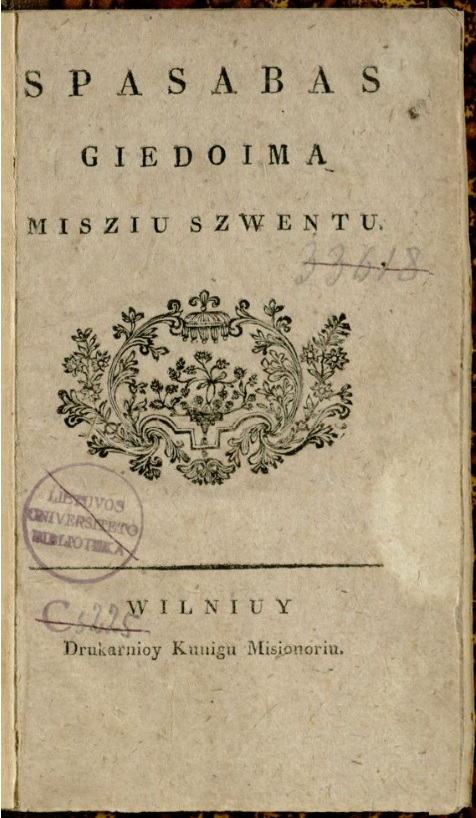
Titulní list spisu Spasabas Giedoima Misziu Szwentu

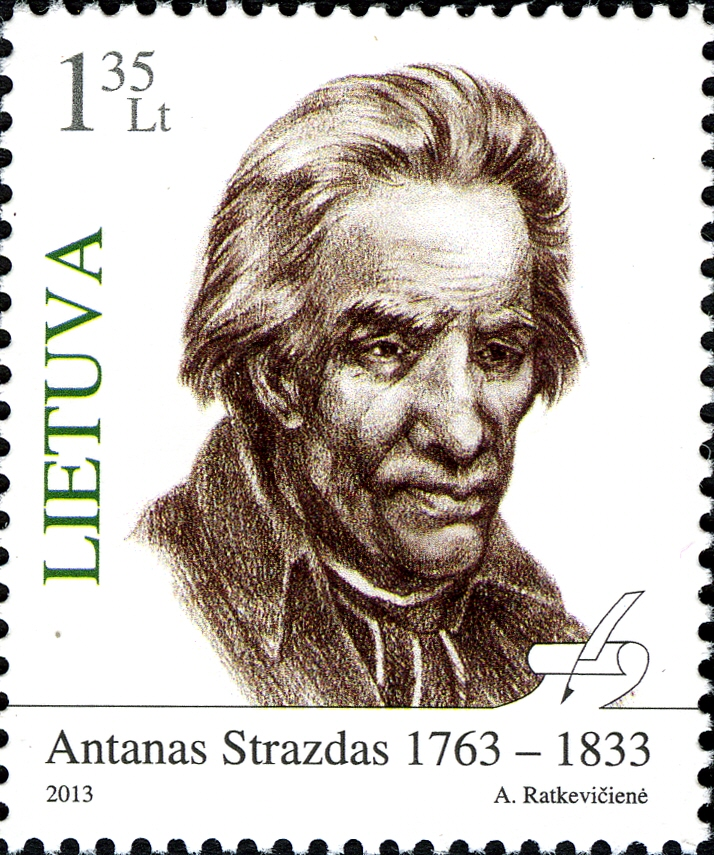
Strazdas na litevské poštovní známce z roku 2013

V jeho tvorbě převládají obrazy selského života (vyzdvihoval jeho hospodářský i morální význam), vesnických prací a přírody a odsouzení sociální nerovnosti a nespravedlnosti. Spojuje se v ní racionalismus klasicismu s citovostí sentimentalismu a s lyrikou litevských lidových písní. Používal sylabický verš a z žánrů ódu, elegii a idylu. Psal reflexivní, humoristické i hravé básně. Ve své poezii vyjadřoval názory osvícenství, myšlenky Rousseaua a fyziokratů. Vyzýval lidi k harmonii a ke shodě a poetizoval přírodu jako zdroj obohacení lidského ducha.
Téměř všechny Strazdasovy básně se proměnily v lidové písně, a to i vydané. Kolovaly mezi lidem v opisech i ústních podáních a v různých variantách. Byly učiněny pokusy připsat mu asi čtyřicet anonymních básní nalezených v rukopisných sbírkách poezie 19. století. V básni Giesmėje prieš mišią (Hymnus před mší) sugestivně vyjádřil nejvyšší pozemské a metafyzické touhy křesťana. Kromě hymnů přispěl k náboženské tvorbě také překladem katechismu Roberta Bellarmina pod názvem Pamokslas krikščioniškas (1818, Kázání o křesťanství) a spisem Spasabas Giedoima Misziu Szwentu (Spasitel, modlitba a svatá mise) vydaným ve dvacátých letech.
Jeho literární tvorba vydaná tiskem za jeho života není příliš početná. Roku 1814 vydal poetický sborník Giesmės svietiškos ir šventos (Písně světské a duchovní) obsahující devět básní a dvě náboženské písně. Roku 1824 otiskl v polštině napsanou ódu Kant na pochwałę miasta Rygi (Píseň ke slávě města Rigy). Sestavil také další rozsáhlejší básnickou sbírku, ale jejímu vydání zabránila cenzura, rukopis zmizel (dodnes se nenašel) a dochoval se opis jediné básně Ei, Dieve, dievulaitis (Ach Bože, božíčku). Další jeho knihy byly vydány až ve 20. století.

## Výběrová bibliografie
- Giesmės svietiškos ir šventos 1814, Písně světské a duchovní).
- Pamokslas krikščioniškas (1818, Kázání o křesťanství).
- Kant na pochwałę miasta Rygi (1824, Píseň ke slávě města Rigy).[2]
- Spasabas Giedoima Misziu Szwentu (Spasitel, modlitba a svatá mise), vydáno ve 20. letech 19. století.[4]
- Pasaulinės ir dvasinės giesmės (1938, Světské a duchovní písně).[5]
- Parinktieji raštai mokyklai (1938, Vybrané texty pro školu).[6]
- Raštai. (1952, Spisy). [7]
- Giesmė apie siratas: poezija ir archyviniai raštai (1974. Píseň o Sirátu: poezie a archivní spisy).[8]